# 火曜スーパーワイド
『火曜スーパーワイド』（かようスーパーワイド）は、1988年4月5日から1990年3月13日までテレビ朝日系列が編成していた単発特別番組枠である。放送時間は毎週火曜 20:00 - 21:48 （日本標準時）。

## 概要
1987年9月末に『新水曜スペシャル』が終了して一時途絶えていた2時間単発番組枠が、翌1988年4月に曜日を変えて編成し直されたものである。放送番組の製作も、『新水曜スペシャル』及び土曜の2時間ドラマ枠『土曜ワイド劇場』と同様にテレビ朝日と朝日放送が担当していた。
本枠は、1986年9月まで月曜夜に編成されていた2時間ドラマ枠『月曜ワイド劇場』から引き継いだサスペンスドラマや時代劇（朝日放送製作分も含む）を中心に放送され、『新水曜スペシャル』から引き継いだドキュメンタリー番組や音楽番組も時々放送していた。また、それまで毎年10月に一度土曜 19:00 - 20:54 （日本標準時）に放送されていた『ヤング歌謡大賞・新人グランプリ』が『歌謡ゴールデン大賞・新人グランプリ』に改称された上で1988年と1989年については本枠で放送されたが、その際にはテロップその他の表記が「火曜スーパーワイド・スペシャル」に変更されていた。
1989年は『ゴールデンナイター』（巨人戦）や『パワーアップナイター』（巨人戦以外）の放送がある日に限り、21時台のみの1時間編成に短縮して単発ドラマを放送するか、編成そのものを休止するかしていた。なお、1時間編成になった場合には、タイトルを『火曜スーパーワイド・ミニ』に変更していた。
本枠はその後、1990年春の改編を機に『火曜ミステリー劇場』と改題、以後はサスペンスドラマを中心に放送するようになった。

## 放映リスト
サブタイトルは一部のドラマ作品を除いて省略。

### ドラマ

#### 1988年
| 回数 | 放送日   | タイトル                                         | 話数                                             | 主演                     | 原作             | 脚本       | 監督               | 制作                                         |
| ---- | -------- | ------------------------------------------------ | ------------------------------------------------ | ------------------------ | ---------------- | ---------- | ------------------ | -------------------------------------------- |
| 1    | 4月5日   | サザエさん旅あるき                               | サザエさん旅あるき                               | 竹下景子                 | 長谷川町子       | 松木ひろし | 小林俊一           | テレビ朝日 国際放映                          |
| 2    | 4月12日  | 津軽海峡 おんな三人春景色                        | 津軽海峡 おんな三人春景色                        | 坂口良子                 | -                | 篠崎好     | 永野靖忠           | 朝日放送テレビ スタッフ・アズバーズ          |
| 3    | 4月19日  | 万歳! 奇蹟の赤ちゃん出産                         | 万歳! 奇蹟の赤ちゃん出産                         | 宮崎美子                 | -                | ちゃき克彰 | 山本邦彦           | テレビ朝日 東映                              |
| 4    | 5月10日  | ㊙︎桜荘のあぶない女たち                           | 1                                                | 近藤正臣                 | -                | 鴨井達比古 | 水川淳三           | 朝日放送テレビ 松竹芸能                      |
| 5    | 5月17日  | ヨコハマ幽霊ホテル                               | ヨコハマ幽霊ホテル                               | 三田寛子                 | 山崎洋子         | 石原武龍   | 佐々木章光         | テレビ朝日 テレパック                        |
| 6    | 5月24日  | 手料理かあさんと高校生花嫁の新家族ゲーム         | 手料理かあさんと高校生花嫁の新家族ゲーム         | 池内淳子                 | -                | 石松愛弘   | 小林俊一           | 朝日放送テレビ 総合プロデュース              |
| 7    | 5月31日  | 花ふぶき女スリ三姉妹                             | 1                                                | 叶和貴子 宮下順子 美保純 | -                | 小森名津   | 吉田啓一郎         | 朝日放送テレビ 東通企画                      |
| 8    | 6月28日  | 祇園のゲイシャ弁護士シリーズ                     | 1                                                | 小柳ルミ子               | 和久峻三         | 中村勝行   | 水川淳三           | 朝日放送テレビ 松竹                          |
| 9    | 7月5日   | OL3人娘ぎんぎん恋物語                            | OL3人娘ぎんぎん恋物語                            | 和由布子                 | -                | 畑嶺明     | 真船禎             | テレビ朝日 不明                              |
| 10   | 7月19日  | 美人OL探偵と窓際刑事                             | 1                                                | 河合奈保子               | 西村京太郎       | ちゃき克彰 | 山本邦彦           | テレビ朝日 東映                              |
| 11   | 7月26日  | 主婦ギャンブラー、亭主を買い戻せ!                | 主婦ギャンブラー、亭主を買い戻せ!                | 泉ピン子                 | -                | 篠崎好     | 山像信夫           | テレビ朝日 不明                              |
| 12   | 8月9日   | 夏が来れば思い出す ダウンタウン・ヒーローズ      | 夏が来れば思い出す ダウンタウン・ヒーローズ      | 鶴見辰吾                 | 早坂暁           | 早坂暁     |                    | テレビ朝日 テレパック                        |
| 13   | 8月23日  | 激突! キョンシー小僧VS史上最強のカンフー悪魔軍団 | 激突! キョンシー小僧VS史上最強のカンフー悪魔軍団 | 工藤夕貴                 | チン・ショウセイ | 安土利夫   | リュー・チャーフィ | 朝日放送テレビ 大阪東通                      |
| 14   | 8月30日  | 君の名はかぼちゃ                                 | 君の名はかぼちゃ                                 | 市毛良枝                 | -                | 遊川和彦   | 高瀬昌弘           | 朝日放送テレビ スタッフ・アズバーズ          |
| 15   | 9月13日  | ぐるり富士山おまじないツアー                     | ぐるり富士山おまじないツアー                     | 三浦友和                 | -                | 田上雄     | 中村金太           | 朝日放送テレビ 松竹芸能                      |
| 16   | 10月11日 | ああ結婚式                                       | ああ結婚式                                       | 岡江久美子               | -                | 遊川和彦   | 桜井秀雄 柴崎正    | テレビ朝日 DAN                               |
| 17   | 10月18日 | 舞妓さんは名探偵                                 | 1                                                | 酒井法子                 | 山村美紗         | 篠崎好     | 中津川勲           | テレビ朝日 東映                              |
| 18   | 10月25日 | 花ふぶき女スリ三姉妹                             | 2                                                | 叶和貴子 宮下順子 美保純 | -                | 小森名津   | 水川淳三           | 朝日放送テレビ 東通企画                      |
| 19   | 11月1日  | 小児病棟に散った奇蹟のおんな先生                 | 小児病棟に散った奇蹟のおんな先生                 | 池上季実子               | -                | ちゃき克彰 | 山本邦彦           | テレビ朝日 東映                              |
| 20   | 11月8日  | 湯の町駅伝                                       | 湯の町駅伝                                       | 佐藤浩市                 | -                | 柏原寛司   | 土屋統吾郎         | 朝日放送テレビ 松竹芸能                      |
| 21   | 11月15日 | 霊界捜査シリーズ                                 | 1                                                | 片平なぎさ               | -                | 中村勝行   | 手銭弘喜           | 朝日放送テレビ ホリプロダクション            |
| 22   | 12月6日  | 可愛い男と四つの女難                             | 可愛い男と四つの女難                             | 小堺一機                 | -                | 野沢尚     | 山本邦彦           | 朝日放送テレビ 大映テレビ                    |
| 23   | 12月13日 | 研ナオコのうそつき娘物語                         | 研ナオコのうそつき娘物語                         | 研ナオコ                 | -                | 篠崎好     | 長谷和夫           | 朝日放送テレビ スタッフ・アズバーズ          |
| 24   | 12月20日 | ミスマッチ                                       | ミスマッチ                                       | 中山美穂 工藤静香        | 中村真理子       | 塩田千種   | 吉田啓一郎         | テレビ朝日 スーパープロデュース              |
| 25   | 12月27日 | 吉本興業殺人事件                                 | 吉本興業殺人事件                                 | 桂文枝                   | 桂文枝           | 畑啓美     | 水川淳三           | 朝日放送テレビ スタッフ・アズバーズ 吉本興業 |

#### 1989年
| 回数 | 放送日   | タイトル                                    | 話数                                        | 主演                           | 原作              | 脚本          | 監督       | 制作                                |
| ---- | -------- | ------------------------------------------- | ------------------------------------------- | ------------------------------ | ----------------- | ------------- | ---------- | ----------------------------------- |
| 26   | 1月10日  | 国際線スチュワーデス3人旅シリーズ           | 1                                           | 柏原芳恵 長谷直美 伊藤智恵理   | -                 | 安本莞二      | 井上芳夫   | テレビ朝日 ビデオフォーカス         |
| 27   | 1月17日  | 出産お入門                                  | 出産お入門                                  | 池上季実子                     | 和田はつ子        | 鹿水晶子      | 山本邦彦   | テレビ朝日 大映テレビ               |
| 28   | 1月24日  | ムチャな弁護士大活躍                        | ムチャな弁護士大活躍                        | 渡辺徹                         | 高井研一郎        | 田上雄        | 前田陽一   | テレビ朝日 松竹                     |
| 29   | 1月31日  | 雪国                                        | 雪国                                        | 古手川祐子                     | 川端康成          | 矢島正雄      | 齋藤武市   | テレビ朝日 不明                     |
| 30   | 2月21日  | 戦国武将シリーズ                            | 3                                           | 叶和貴子                       | -                 | 柏原寛司      | 土屋統吾郎 | 朝日放送テレビ 東通企画             |
| 31   | 2月28日  | おんな達のオシャレな復讐                    | おんな達のオシャレな復讐                    | 山本陽子                       | 山崎洋子          | 田上雄 畑啓美 | 村川透     | テレビ朝日 不明                     |
| 32   | 3月7日   | 混浴ドッキリ!! あぶない女と男の集金旅行     | 混浴ドッキリ!! あぶない女と男の集金旅行     | かたせ梨乃                     | -                 | 石倉保志      | 広瀬襄     | テレビ朝日 不明                     |
| 33   | 3月14日  | Dr.クマひげ 新宿駅ウラ診療所                | 1                                           | 滝田栄                         | 史村翔 ながやす巧 | 篠崎好        | 山本厚     | 朝日放送テレビ 総合プロデュース     |
| 34   | 3月21日  | 親分の後妻は聖女                            | 親分の後妻は聖女                            | 田中邦衛                       | -                 | 鴨井達比古    | 和泉聖治   | テレビ朝日 松竹芸能                 |
| 35   | 3月28日  | 御宿かわせみ                                | 2                                           | 古手川祐子                     | 平岩弓枝          | 香取俊介      | 山本和夫   | テレビ朝日 総合プロデュース         |
| 36   | 4月11日  | ドジ添乗員物語                              | ドジ添乗員物語                              | 麻生祐未                       | 深田祐介          | 中村勝行      | 桜井秀雄   | テレビ朝日 不明                     |
| 37   | 4月18日  | 美人OL探偵と窓際刑事                        | 2                                           | 河合奈保子                     | 西村京太郎        | ちゃき克彰    | 山本邦彦   | テレビ朝日 東映                     |
| 38   | 4月25日  | 山瀬まみのフリーアルバイター物語            | 山瀬まみのフリーアルバイター物語            | 山瀬まみ                       | -                 | 中村勝行      | 中村金太   | テレビ朝日 不明                     |
| 39   | 5月9日   | 市原悦子の七つの顔の女                      | 1                                           | 市原悦子                       | -                 | 小林政広      | 逢坂勉     | 朝日放送テレビ テレパック           |
| 40   | 5月16日  | 車椅子からウインク                          | 車椅子からウインク                          | 黒木瞳                         | 小山内美智子      | 原教子        | 山本邦彦   | テレビ朝日 国際放映                 |
| 41   | 5月23日  | ナオコ、さんまの結婚式ララバイ              | ナオコ、さんまの結婚式ララバイ              | 研ナオコ 明石家さんま          | -                 | 遊川和彦      | 北畑泰啓   | 朝日放送テレビ スタッフ・アズバーズ |
| 42   | 5月30日  | 長崎異人館の女                              | 長崎異人館の女                              | 松坂慶子                       | -                 | 市川森一      | 深町幸男   | テレビ朝日 総合プロデュース         |
| 43   | 6月6日   | くどき屋ジョー                              | くどき屋ジョー                              | 奥田瑛二                       | ジョージ秋山      | 橋本以蔵      | 佐々木章光 | テレビ朝日 テレパック               |
| 44   | 6月13日  | 伊豆急展望列車「リゾート21」の謎            | 伊豆急展望列車「リゾート21」の謎            | 西郷輝彦                       | 西村京太郎        | ちゃき克彰    | 村川透     | テレビ朝日 東映                     |
| 45   | 6月20日  | ㊙︎桜荘のあぶない女たち                      | 2                                           | 近藤正臣                       | -                 | 鴨井達比古    | 山像信夫   | 朝日放送テレビ 松竹芸能             |
| 46   | 6月27日  | Dr.クマひげ 新宿駅ウラ診療所                | 2                                           | 滝田栄                         | 史村翔 ながやす巧 | 篠崎好        | 山本厚     | 朝日放送テレビ 総合プロデュース     |
| 47   | 7月4日   | 三本足の名盲導犬サーブ・愛の物語            | 三本足の名盲導犬サーブ・愛の物語            | 丘みつ子                       | 手島悠介          | 布勢博一      | 高橋勝     | テレビ朝日 アズバーズ               |
| 48   | 7月11日  | 京都社員旅行殺人事件                        | 京都社員旅行殺人事件                        | 片平なぎさ                     | 山村美紗          | 石原武龍      | 村川透     | テレビ朝日 東映                     |
| 49   | 7月18日  | お引越しシリーズ                            | 1                                           | 市毛良枝                       | -                 | 保利吉紀      | 原田雄一   | 朝日放送テレビ 松竹                 |
| 50   | 8月1日   | 舞妓さんは名探偵                            | 2                                           | 酒井法子                       | 山村美紗          | 篠崎好        | 日高武治   | テレビ朝日 東映                     |
| 51   | 8月8日   | 霊界捜査シリーズ                            | 2                                           | 片平なぎさ                     | -                 | 中村勝行      | 中山史郎   | 朝日放送テレビ ホリプロダクション   |
| 52   | 8月29日  | 祇園のゲイシャ弁護士シリーズ                | 2                                           | 多岐川裕美                     | 和久峻三          | 保利吉紀      | 水川淳三   | 朝日放送テレビ 松竹                 |
| 53   | 9月5日   | パパはビデオ監督                            | パパはビデオ監督                            | 風間杜夫                       | 川原由美子        | 水島総        | 雨宮望     | テレビ朝日 東宝                     |
| 54   | 9月12日  | マイ・アンフェア・レディ!? 百億円の女相続人 | マイ・アンフェア・レディ!? 百億円の女相続人 | 田中邦衛                       | -                 | 鴨井達比古    | 杉村六郎   | テレビ朝日 不明                     |
| 55   | 9月26日  | 三毛猫ホームズシリーズ                      | 1                                           | 三浦洋一                       | 赤川次郎          | ちゃき克彰    | 高橋勝     | テレビ朝日 アズバーズ               |
| 56   | 10月17日 | スペインロマンチック熟年旅行!               | スペインロマンチック熟年旅行!               | 市原悦子 菅原文太              | -                 | 山田信夫      | 山内和郎   | テレビ朝日 東映                     |
| 57   | 10月24日 | ああ夫婦                                    | ああ夫婦                                    | 小林亜星                       | -                 | さかいみつお  | 柴崎正     | テレビ朝日 不明                     |
| 58   | 10月31日 | 花ふぶき女スリ三姉妹                        | 3                                           | 叶和貴子 宮下順子 松本典子     | -                 | 小森名津      | 水川淳三   | 朝日放送テレビ 東通企画             |
| 59   | 11月14日 | なんでも屋探偵帳                            | 1                                           | 小林稔侍                       | -                 | 田上雄        | 長谷和夫   | 朝日放送テレビ スタッフ・アズバーズ |
| 60   | 11月28日 | 国際線スチュワーデス3人旅シリーズ           | 2                                           | 柏原芳恵 長谷直美 伊藤智恵理   | -                 | 安本莞二      | 井上芳夫   | テレビ朝日 ビデオフォーカス         |
| 61   | 12月5日  | 危険な女ともだち                            | 危険な女ともだち                            | 秋吉久美子                     | 林真理子          | 伴一彦        | 山根成之   | テレビ朝日 日活撮影所               |
| 62   | 12月12日 | 魔女三人みちのく温泉オシャレ旅              | 魔女三人みちのく温泉オシャレ旅              | 栗原小巻 杉田かおる 高峰三枝子 | -                 | 篠崎好        | 野田幸男   | テレビ朝日 松竹                     |
| 63   | 12月19日 | Dr.クマひげ 新宿駅ウラ診療所                | 3                                           | 滝田栄                         | 史村翔 ながやす巧 | 篠崎好        | 山本厚     | 朝日放送テレビ 総合プロデュース     |
| 64   | 12月26日 | 美人OL探偵と窓際刑事                        | 3                                           | 河合奈保子                     | 西村京太郎        | ちゃき克彰    | 山本邦彦   | テレビ朝日 東映                     |

#### 1990年
| 回数 | 放送日  | タイトル                         | 話数                         | 主演                | 原作           | 脚本       | 監督     | 制作                        |
| ---- | ------- | -------------------------------- | ---------------------------- | ------------------- | -------------- | ---------- | -------- | --------------------------- |
| 65   | 1月9日  | 函館のおんな                     | 函館のおんな                 | 沢口靖子            | -              | 清水曙美   | 日高武治 | 朝日放送テレビ 東京映画新社 |
| 66   | 1月16日 | 辻真先の婚約旅行殺人事件シリーズ | 7                            | 小野寺昭 川島なお美 | 辻真先         | 長野洋     | 山本迪夫 | テレビ朝日 C.A.L            |
| 67   | 1月23日 | お引越しシリーズ                 | 2                            | 市毛良枝            | -              | 保利吉紀   | 広瀬襄   | 朝日放送テレビ 松竹         |
| 68   | 1月30日 | 戦国武将シリーズ                 | 4                            | 叶和貴子            | -              | 中村勝行   | 広瀬襄   | 朝日放送テレビ 東通企画     |
| 69   | 2月13日 | 田園調布の玉の輿                 | 田園調布の玉の輿             | 手塚理美            | 水木洋子       | 速水マキ   | 大室清   | 朝日放送テレビ テレパック   |
| 70   | 2月20日 | 美人ツアコン婚前旅行殺人事件     | 美人ツアコン婚前旅行殺人事件 | 美保純              | 辻真先         | 長野洋     | 日高武治 | テレビ朝日 アズバーズ       |
| 71   | 2月27日 | 処女出産! 男と少女のひな祭り     | 処女出産! 男と少女のひな祭り | 小野寺昭            | わたなべまさこ | 佐々木守   | 土井茂   | 朝日放送テレビ 大映テレビ   |
| 72   | 3月6日  | 24歳おんなだけの露天風呂         | 24歳おんなだけの露天風呂     | 柏原芳恵            | -              | 宮内婦貴子 | 帯盛迪彦 | テレビ朝日 不明             |
| 73   | 3月13日 | 冷血女教師の熱血修学旅行         | 冷血女教師の熱血修学旅行     | 美保純              | -              | 今井詔二   | 小山幹夫 | 朝日放送テレビ 国際放映     |

### その他
- ドキュメンタリー
  - 実説・武田信玄ウソかホントかおもしろ追跡!!（1988年5月3日）
  - オランダの巨人・シーボルトの謎（1988年6月21日）
  - 潜入! 日本列島縦断警察24時（1988年9月6日）
  - 日豪ちびっ子感動の旅（1989年2月7日）
- 映画
  - ちょうちん（1988年6月7日）
  - ティーン・ウルフ（1988年8月2日）
  - ダウンタウン・ヒーローズ（1988年8月9日）
  - スネーキーモンキー 蛇拳（1988年9月27日）
  - ハチ公物語（1988年10月4日）
  - マルサの女2（1989年10月3日）
- 音楽
  - 光ゲンジハリケーン上陸!（1988年8月16日）
  - '88歌謡ゴールデン大賞・新人グランプリ（1988年9月20日）
  - 五木ひろしスペシャル!（1988年11月29日）
  - '89歌謡ゴールデン大賞・新人グランプリ（1989年9月19日）

## ネット局での扱い
当時ANNにも加盟していたテレビ信州（TSB、日本テレビ系列とのクロスネット局）は、開局当初からテレビ朝日火曜20:00枠の番組の同時ネットを行っていたが、本枠に関しては1987年10月から同時ネットしている日本テレビ製作番組『火曜サスペンス劇場』などの編成上の都合から同時ネットせず、代わりに同時間帯で『クイズMONOものがたり』などの日曜20:00枠の番組を放送していた。この状況は1991年4月の長野朝日放送開局まで続いた。
山形放送（YBC、日本テレビ系列とのクロスネット局）では1時間遅れの火曜21:00～22:48に時差ネットで放送されていた。
ANN非加盟の山陰中央テレビ（TSK、フジテレビ系列）は、本枠を『土曜ワイド劇場』（前述の同名ドラマ枠とは無関係）と改題した上で時差ネットしていた。なお本来の土曜ワイド劇場は「TSKワイド劇場」と改題して時差ネットしていた。